# Beziehungen zwischen Österreich und den Vereinigten Staaten
Die Beziehungen zwischen Österreich und den Vereinigten Staaten (USA) sind freundschaftlich und eng. Beide Länder sind Verbündete, auch wenn die Streitkräfte Österreichs nicht Teil der NATO sind. 2019 haben beide Staaten eine umfassende strategische Partnerschaft vereinbart. Die diplomatischen Beziehungen zwischen Österreich und den USA lassen sich auf das Jahr 1838 zurückverfolgen, wobei die zwischengesellschaftlichen Kontakte noch weiter zurückreichen. Nach dem Ende des Zweiten Weltkriegs leisteten die USA umfangreiche Wirtschaftshilfen an Österreich und mit dem United States Forces in Austria wurden US-Truppen in Österreich stationiert. Seitdem haben sich zahlreiche politische, kulturelle und wirtschaftliche Kontakte zwischen beiden Ländern etabliert.

## Geschichte
Das Erzherzogtum Österreich besaß nie Kolonien in Amerika. Dennoch ließen sich einige Österreicher vor dem 19. Jahrhundert auf dem Gebiet der späteren Vereinigten Staaten nieder, darunter eine Gruppe von fünfzig Salzburger Familien, die 1734 in Ebenezer, Georgia, eine eigene Gemeinde gründeten. Als Lutheraner siedelten sie aus einem überwiegend katholischen Staat ins Exil über und gründeten die erste österreichische Einwanderergemeinde in der neuen Welt. Österreich blieb während des Amerikanischen Unabhängigkeitskriegs neutral und schloss sich schließlich der Ersten Liga der bewaffneten Neutralität an, einem Bündnis europäischer Staaten. Dieses war von Katharina der Großen von Russland während des Krieges zum Schutz der neutralen Schifffahrt organisiert wurde, die oft von der Royal Navy beschlagnahmt oder unterbrochen zu werden drohte. Österreich, das Zentrum eines von einem Monarchen regierten Reiches, zögerte, die Amerikanische Revolution zu unterstützen, da das Ziel der Revolution die Befreiung einer Gruppe von Kolonien von der Herrschaft eines ausländischen Monarchen war. Der Kontinentalkongress hatte 1777 versucht, diplomatische Beziehungen zu etablieren, indem er William Lee nach Wien schickte, aber der österreichische Hof lehnte es ab, ihn zu empfangen. Es wollte kein Land anerkennen, das sich gegen einen Monarchen aufgelehnt hatte. 1797 erkannte Österreich die Vereinigten Staaten schließlich offiziell als unabhängiges Land an, als Conrad Frederick Wagner als US-Konsul in Triest akzeptiert wurde.
Im Jahre 1820 errichtete Österreich ein Konsulat in New York City. US-Diplomaten in Österreich waren in den von den Habsburgern regierten Städten Triest und Venedig tätig, bevor am 10. Oktober 1829 ein amerikanisches Konsulat in Wien eingerichtet wurde (gefolgt von der Einrichtung einer US-Gesandtschaft in Wien unter der Leitung von Henry A.P. Muhlenberg im Jahr 1838, die 1902 zur Botschaft erhoben wurde). Die Vereinigten Staaten und das Kaisertum Österreich unterzeichneten 1829 einen Vertrag über Handel und Schifffahrt. Eine österreichische Gesandtschaft unter der Leitung von Wenzel Philipp Leopold Baron von Mareschal traf 1838 in Washington, D.C. ein. Im Rahmen der Revolutionen 1848/1849 kam es zu der Einwanderung der Forty-Eighters aus Mitteleuropa in die USA, darunter waren auch Intellektuelle aus dem Habsburgerreich. Die amerikanische Sympathie und Unterstützung für liberale Revolutionäre in Europa führten auch zu diplomatischen Spannungen mit den Habsburgern. So hätten die USA beinahe die Unabhängigkeit Ungarns anerkannt. Über zwei Millionen Menschen aus Österreich-Ungarn wanderten im 19. Jahrhundert in die Vereinigten Staaten ein, wobei es aufgrund des multiethnischen Charakter des Reiches schwierig ist, festzustellen, wie viele dieser Einwanderer auch ethnische Österreicher waren. Knapp 700.000 Amerikaner gaben bei der Volkszählung 2010 an, österreichischer Abstammung (Austrian Americans) zu sein.
1917 erklärten die Vereinigten Staaten Österreich-Ungarn und seinem Verbündeten, dem Deutschen Reich, den Krieg, nachdem sie in den Ersten Weltkrieg hineingezogen worden waren. Der Krieg führte zum Abbruch der diplomatischen Beziehungen zwischen den Vereinigten Staaten und Österreich-Ungarn am 8. April 1917. Nach dem Ende des Krieges sprachen sich die USA unter Präsidenten Woodrow Wilson für die  „autonome Entwicklung“ der Völker von Österreich-Ungarn und die Auflösung des multiethnischen Reiches aus, die durch den Vertrag von Saint-Germain 1919 erfolgte. Die Vereinigten Staaten ratifizierten den Vertrag nie. Stattdessen handelten die Vereinigten Staaten 1921 einen eigenen Friedensvertrag mit Österreich aus. Am 24. August 1921 erkannten die Vereinigten Staaten offiziell die Unabhängigkeit der Ersten Österreichischen Republik an. Diese wurde 1938 von NS-Deutschland im Anschluss Österreichs annektiert, weshalb die USA ihre Gesandtschaft in Österreich am 30. April 1938 schlossen. Der Anschluss an Deutschland führte zur Migration von 29.000 Österreichern in die USA, davon waren 80 % Juden. Im Rahmen des Zweiten Weltkriegs besetzten die Vereinigten Staaten und die anderen alliierten Mächte Österreich, wobei das Land in vier Besatzungszonen aufgeteilt wurde. Die USA gaben Österreich 1947 humanitäre Hilfe in Höhe von 300 Millionen US-Dollar, um eine Hungersnot zu verhindern.

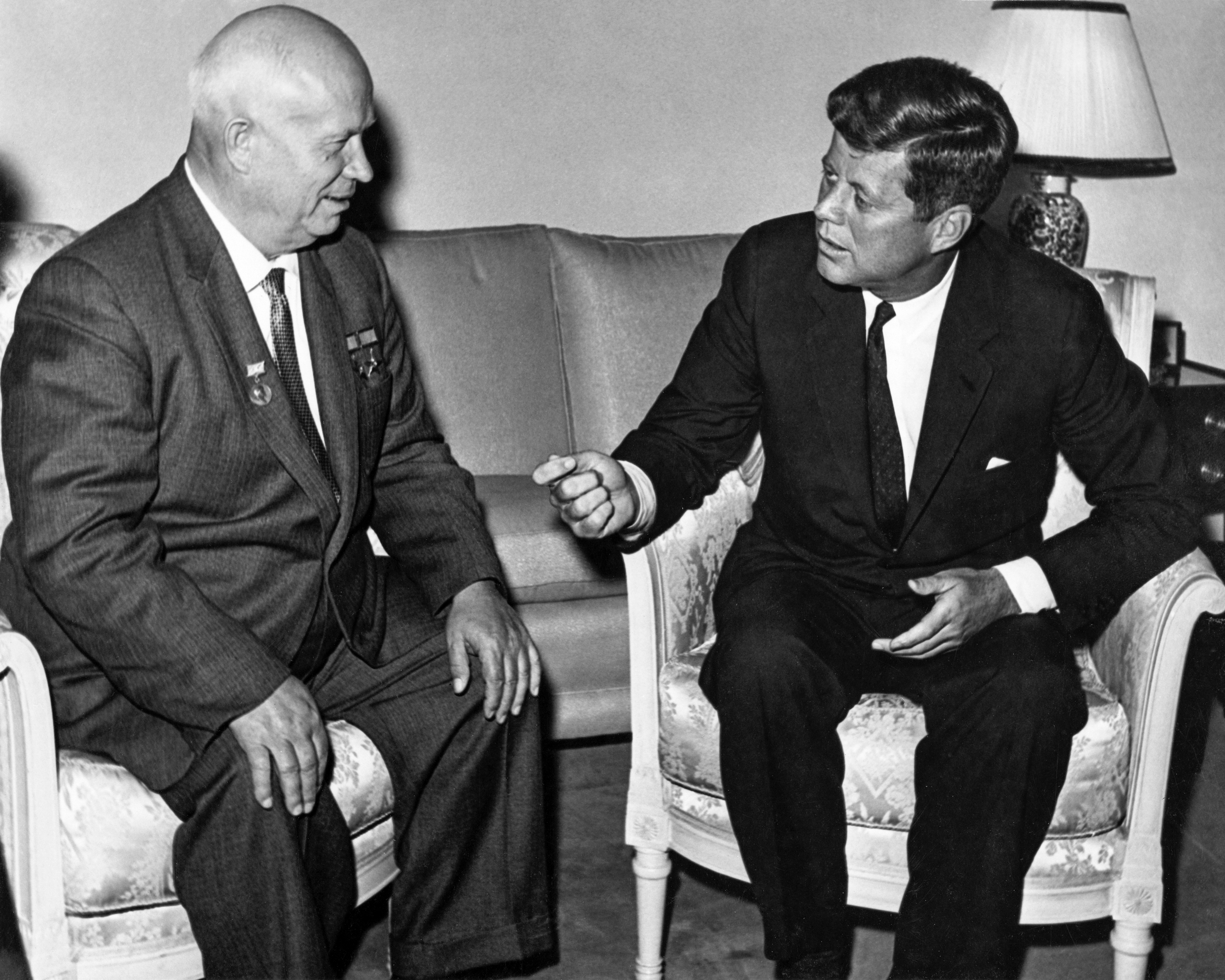
Gipfeltreffen in Wien (1961)

Ab 1948 profitierte Österreich vom Marshallplan und wurde, pro-Kopf gerechnet, zum zweitgrößten Empfänger amerikanischer Wirtschaftshilfen in Europa nach Norwegen. Zwischen 1949 und 1953 erhielt das Land 962 Millionen US-Dollar von den USA. Außerdem errichteten die USA überall im Land sogenannte „Amerika-Häuser“ als „geistigen Marshallplan“, welche als Kulturstätten fungierten. Auch die Stationierung amerikanischer Truppen im Land hatte einen bedeutenden kulturellen Einfluss auf Österreich und verbreitete die amerikanische Kultur und Musik im Land. Die Besatzung endete mit der Unterzeichnung des Österreichischen Staatsvertrags im Schloss Belvedere am 15. Mai 1955 mit den Siegermächten, der Österreich als souveränen Staat wiederherstellte. Als neutrale Macht wurde die Republik Österreich weder Teil der NATO noch des Warschauer Paktes. Wien war als neutrale Hauptstadt häufig Schauplatz wichtiger Gipfeltreffen der Supermächte, wie etwa des Wiener Gipfeltreffens im Juni 1961 zwischen US-Präsident John F. Kennedy und dem sowjetischen Ministerpräsidenten Nikita Chruschtschow oder des SALT II-Abkommens im Juni 1979 zwischen Jimmy Carter und Leonid Breschnew. 

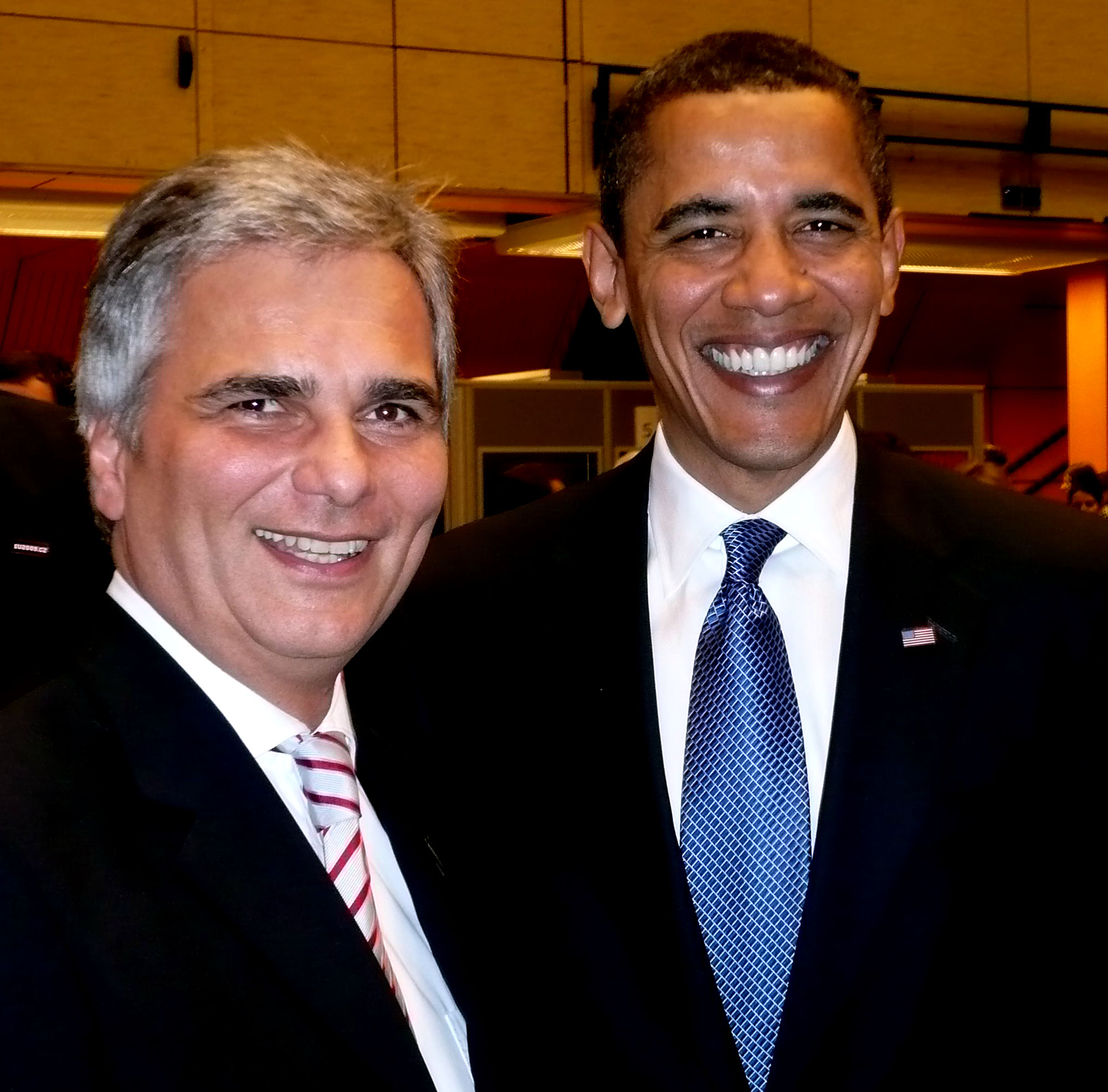
Werner Faymann und Barack Obama in Prag (2009)

Im Februar 1984 stattete der österreichische Bundespräsident Rudolf Kirchschläger den USA einen Staatsbesuch ab und traf sich mit Präsident Ronald Reagan. Es war der erste Staatsbesuch eines österreichischen Bundespräsidenten. 1986 kam es zur Waldheim-Affäre, was dazu führte, dass die USA den österreichischen Bundespräsidenten Kurt Waldheim ein Jahr später mit einem Einreiseverbot belegten. Im September 1995 lud US-Präsident Bill Clinton den österreichischen Bundespräsidenten Thomas Klestil zu einem Arbeitsbesuch nach Washington, D.C., der am 19. Oktober stattfand. Im Juni 2006 traf sich George W. Bush mit Bundespräsident Heinz Fischer in der Hofburg und im April 2009 traf sich Kanzler Werner Faymann mit Barack Obama in Prag. US-Präsident Donald Trump traf sich im Februar 2019 mit Bundeskanzler Sebastian Kurz zu einem bilateralen Gespräch. Im selben Jahr vereinbarten beide Länder eine strategische Partnerschaft, welche verschiedene Bereiche beinhaltet, darunter Justiz und Inneres, Cybersicherheit, Kooperation auf dem Westbalkan, Wirtschaft und Wissenschaft.

## Wirtschaftsbeziehungen
In der Nachkriegszeit profitierte Österreich erheblich von Wirtschaftshilfen der Vereinigten Staaten und 1962 wurde der ERP-Fonds an Österreich transferiert. Im Jahre 2021 entfielen auf die USA knapp fünf Prozent des österreichischen Außenhandels. Die Exporte in die USA lagen in diesem Jahr bei 11,1 Mrd. Euro, womit die USA der drittgrößten Exportmarkt für österreichische Unternehmen hinter Deutschland und Italien waren. Zu den wichtigsten Exportgütern zählen Maschinen, Motoren und medizinische Produkte. Die Importe aus den USA lagen bei 5,7 Mrd. Euro. Amerikanische Unternehmen sind der drittgrößte Investor in Österreich und haben knapp 20 Milliarden US-Dollar hier investiert. Gleichzeitig haben österreichische Unternehmen knapp 7 Milliarden Dollar in den USA investiert.
In den bilateralen Wirtschaftsbeziehungen spielt der Tourismus eine wichtige Rolle. 2021 besuchten 500.000 Amerikaner Österreich, während im Gegenzug 175.000 Österreicher die USA besuchten.

## Militärische Beziehungen
Während der NATO-Intervention in Bosnien und Herzegowina und im Kosovo standen österreichische Truppen auf Seiten der Vereinigten Staaten (obwohl Österreich nicht der NATO angehört). Ebenso im Afghanistankrieg. Seit 2021 partizipiert das Bundesheer am State Partnership Program der Nationalgarde der Vereinigten Staaten. 2022 führte der russische Überfall auf die Ukraine zu Diskussionen in Österreich um einen NATO-Beitritt des Landes.

## Diplomatische Standorte
- Österreich hat eine Botschaft in Washington, D.C.
- Die Vereinigten Staaten haben eine Botschaft in Wien.

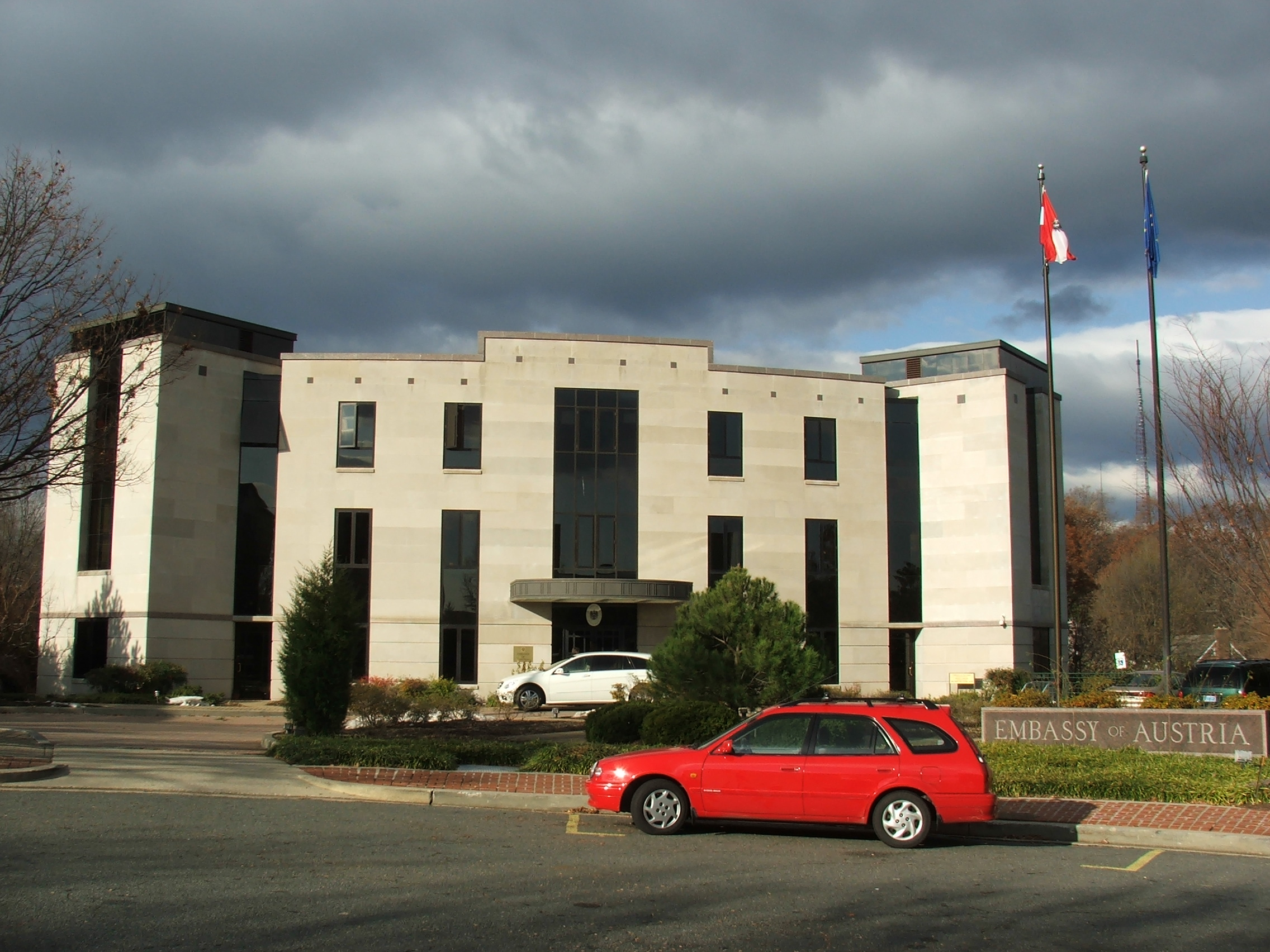
Österreichische Botschaft in Washington, D.C.
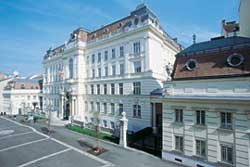
Amerikanische Botschaft in Wien